# ناثان بال
ناثان بال (بالإنجليزية: Nathan Ball) هو منافس ألعاب قوى أمريكي، ولد في 13 مايو 1983 في أوريغون في الولايات المتحدة.

## وصلات خارجية
- ناثان بال على موقع TFRRS.org (الإنجليزية)